# Vérone
Vérone (en vénitien et en italien : Verona, /veˈroːna/) est une ville italienne, chef-lieu de la province homonyme en Vénétie. Avec une population d'environ 257 000 habitants, elle se dispute avec Venise le titre de commune la plus peuplée de la région. Elle se situe aux confins septentrionaux de la plaine du Pô, sur les rives de l'Adige, aux pieds des Préalpes vicentines et à proximité du lac de Garde.
Déjà habitée durant la préhistoire, la localité n'est véritablement fondée qu'au Ier siècle av. J.-C. par les Romains, au niveau du méandre du fleuve. Elle est gouvernée par l'Empire romain jusqu'au Ve siècle, avant que ne s'impose le roi des Ostrogoths Théodoric le Grand. S'enchaînent ensuite les périodes d'occupation des Lombards et des Francs, puis la ville fait partie du Saint-Empire romain germanique pour plusieurs siècles. Elle acquiert le titre de commune libre au début du XIIe siècle et devient une ville prospère sous la domination des Scaligeri. En 1405, elle se place sous la souveraineté de la république de Venise et ce jusqu'à son occupation par l'armée de Napoléon Bonaparte en 1797. Après la période napoléonienne, Vérone est attribuée à l'empire d'Autriche qui en fait une place forte militaire, puis au royaume d'Italie après la troisième guerre d'indépendance italienne de 1866.
Vérone est inscrite sur la liste du patrimoine mondial de l'humanité de l'UNESCO pour ses particularités urbanistiques, ses richesses artistiques et culturelles. Elle est connue pour ses arènes de l'époque romaine mais aussi grâce à la tragédie Roméo et Juliette de William Shakespeare, dont l'action s'y situe. Ville universitaire et important nœud intermodal grâce à la zone dénommée Quadrante Europa, l'économie de la cité est dominée par l'industrie et le tourisme.

## Géographie

### Territoire
Vérone bénéficie d'une position centrale au sein du territoire communal, lequel est caractérisé par une hétérogénéité de paysages du fait de sa situation géographique particulière, l'altitude variant de 30 mètres à plus de 600 mètres au pied des montagnes. La ville est érigée le long du fleuve Adige, lorsque celui-ci forme un double méandre à son point d'entrée dans la plaine de Pô. Elle est entourée au sud par cette plaine et au nord par les monts Lessini qui font partie des Préalpes vicentines.
Les collines environnantes, connues sous le nom de Torricelle, sont caractérisées par une alternance entre des zones boisées et des prairies arides. Sont également présentes des formations végétales, soit naturelles soit cultivées, typiques des climats subméditerranéens, en particulier dans les territoires moins élevés et exposés vers le sud. Les oliveraies sont l'expression la plus significative de cette végétation, leur culture s'étendant jusqu'à environ 400 mètres d'altitude. 
Les travaux d'aménagement des versants sont principalement représentés par les marogne, Il s'agit de terrasses dotées de murets de pierre sèche qui, en plus de représenter un précieux exemple de prévention du risque hydrogéologique, ont aussi une valeur architecturale et paysagère intrinsèque. Le fond de la vallée de la zone vallonnée est quant à lui traversé par plusieurs cours d'eau surnommés localement progni ou vaj et dénommés (d'ouest en est) Quinzano, Borago, Galina, Valpantena et Squaranto.

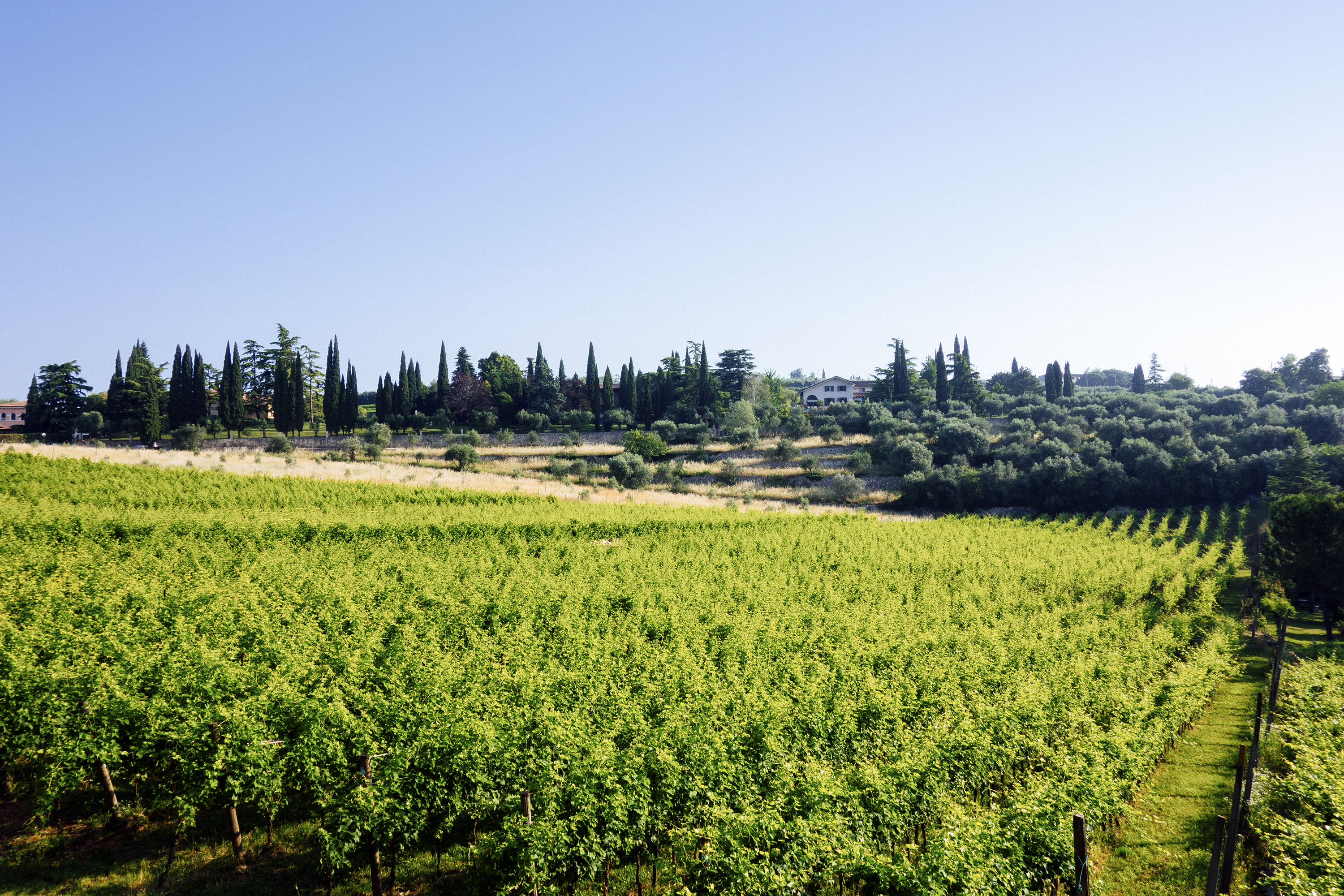
Cultures traditionnelles dans la zone vallonnée de la commune : un vignoble au premier plan et une oliveraie en arrière-plan, cultivés en terrasses.

Un autre élément distinctif du paysage est l'Adige qui conditionne fortement les formes du territoire, tant en zone urbaine qu'extra-urbaine, en raison de son développement mais aussi de la présence de ses anciens lits asséchés. La zone fluviale est désormais presque dépourvue de zones sauvages préservées du fait d'interventions hydrauliques et d'une anthropisation généralisée. Seuls certains éléments semi-naturels persistent en aval de la zone habitée. 
Le plus important espace boisé est celui de l'Isola del Pestrino, qui représente la seule formation fluviale qui a survécu aux interventions de défense hydraulique contre les inondations dans le tronçon du fleuve à l'intérieur des limites communales. Il existe une autre formation boisée dans le parc de la villa Bernini Buri qui constitue une survivance d'anciennes forêts de plaine. D'autres espaces boisés sont situés dans le parco dell'Adige Sud.
La zone de la plaine, façonnée par les crues du fleuve, est celle qui a le plus souffert des transformations anthropiques et qui présente donc le moins d'éléments notables pour leur valeur naturelle.

### Hydrographie

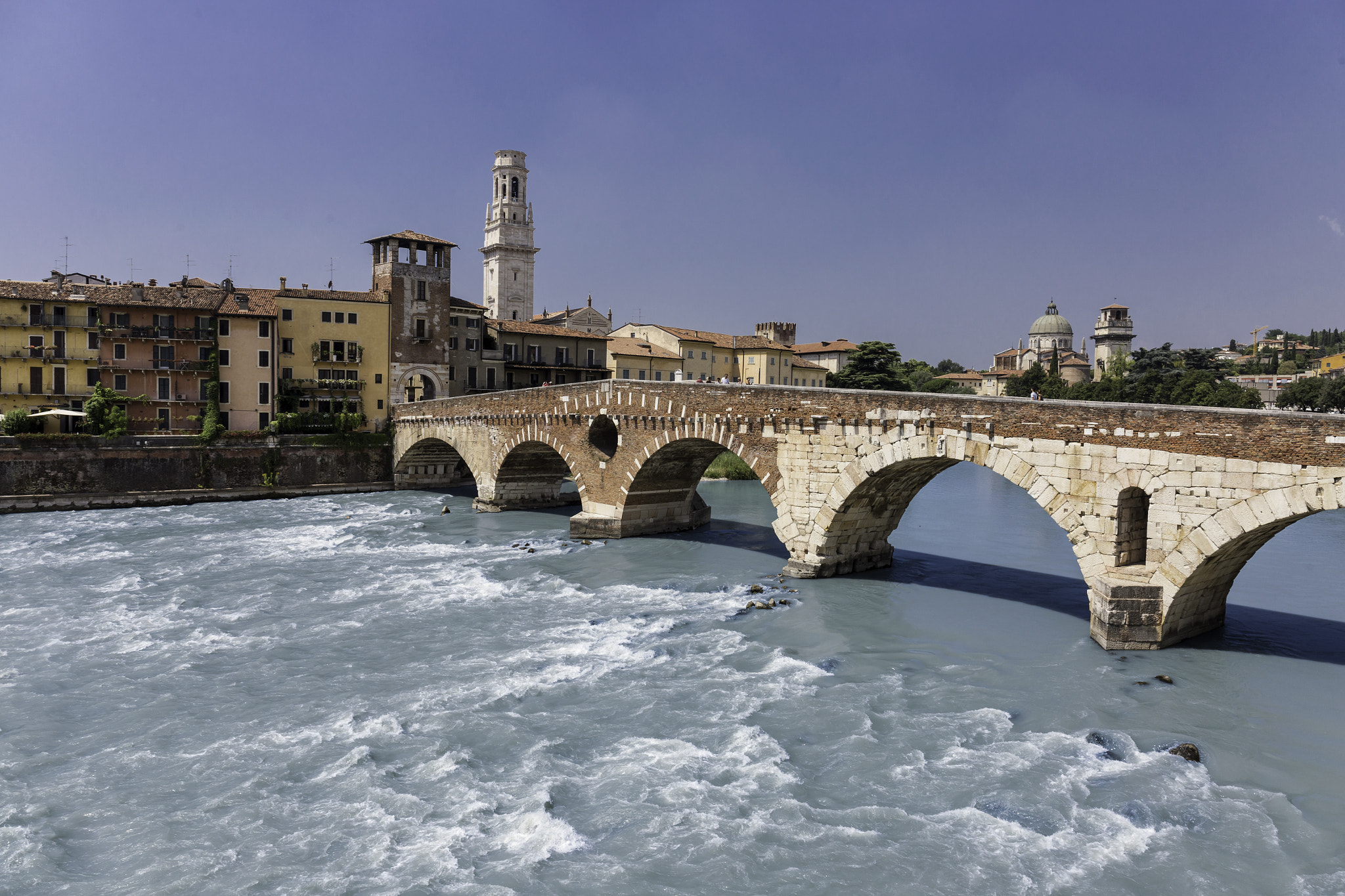
L'Adige à hauteur du Ponte Pietra, le plus vieux pont de la ville (datant de l'époque romaine).

L'Adige est canalisé à Vérone par d'épais murs construits après la terrible inondation de 1882, conçus pour protéger la ville d'autres crues. Depuis, le fleuve ne traverse plus que la ville qu'entre ces protections faites de briques en terre cuite. Mais jusqu'à une date relativement récente, la ville était particulièrement liée à son fleuve, avec de nombreuses activités commerciales et industrielles que son débit considérable permettait de réaliser.
En outre, l'Adige était une voie de communication de première importance, navigable jusqu'à Trente. Il était utilisé depuis l'Antiquité pour le transport de marchandises et son parcours était constellé de débarcadères, péages douaniers, forts et tours utilisées pour suspendre des chaînes de part et d'autre du fleuve afin de retenir les marchandises (les restes de l'une de ces tours, la Torre della Catena, ont survécu). 
Au sud de la ville, dans le quartier Filippini, se trouve l'ancienne douane de San Fermo, qui borde l'Adige avec son grand quai, ainsi que la Dogana d'acqua (« Douane d'eau »), même si cette dernière n'a conservé que ses murs d'enceinte à la suite des bombardements qui l'ont gravement endommagée pendant la Seconde Guerre mondiale. Jusqu'au XIXe siècle, Vérone et les villages qui bordaient le fleuve avaient une économie directement liée à la présence de l'eau. Le long des berges, on travaillait le bois et des blocs de marbre qui étaient ensuite transportés par le cours d'eau. Il y avait des chantiers navals, de nombreux moulins flottants, des entrepôts, de petites industries et une activité artisanale.

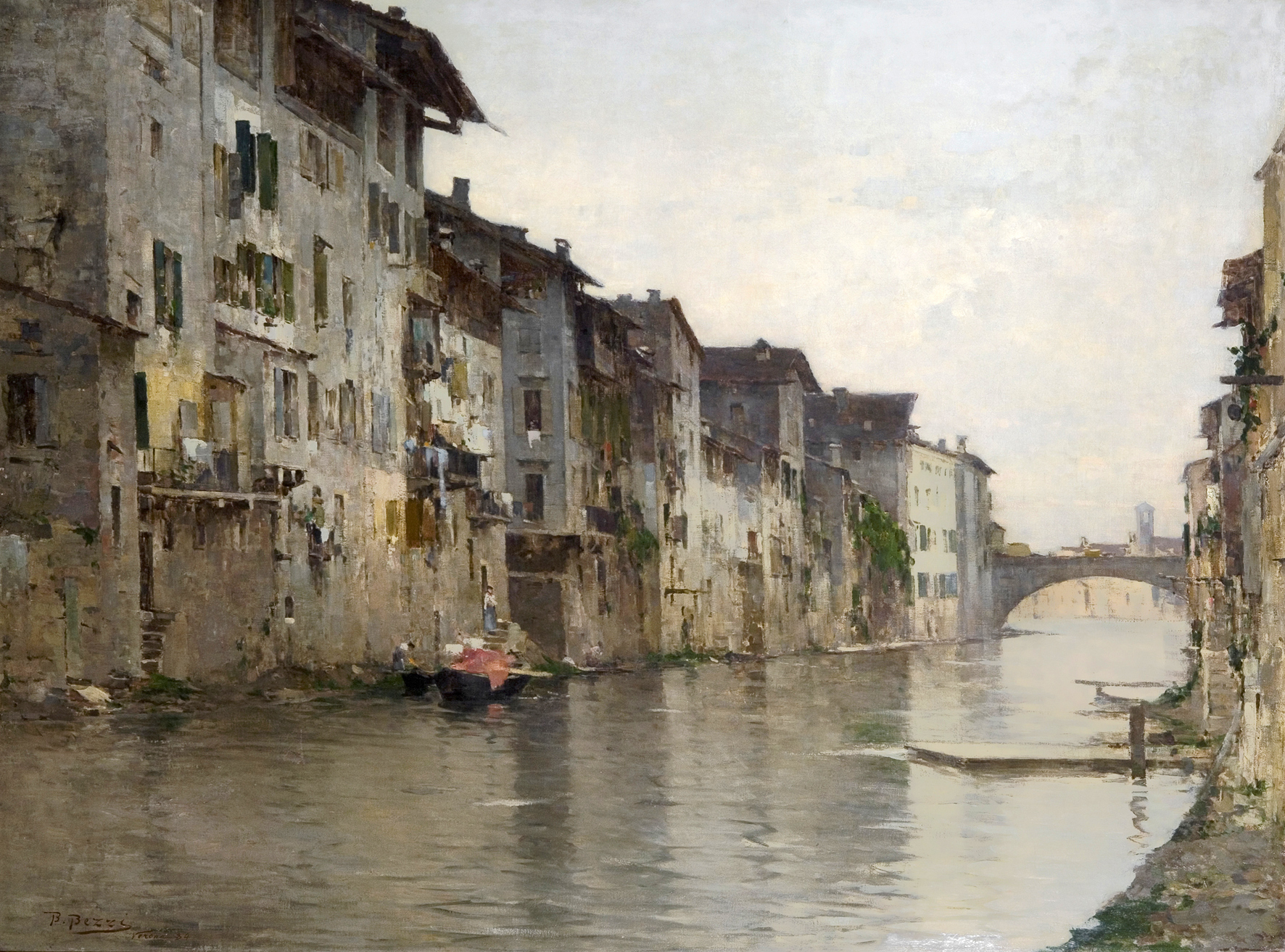
Le canal de l'Acqua Morta, représenté par Bartolomeo Bezzi dans un tableau de 1884.

À l'intérieur de la zone habitée, le fleuve formait des bras secondaires qui n'existent plus. Près du théâtre romain, il formait sur sa rive gauche le canal de l'Acqua Morta (« de l'Eau Morte »), ainsi appelé à cause du lent écoulement de ses eaux aux époques qui suivirent celle romaine. Ce canal rejoignait le bras principal au niveau du ponte Navi (« pont des bateaux »), formant ce qu'on appelle l'Isolo, une île fluviale constituée de sédiments graveleux. 
Juste avant le Castelvecchio, il y avait aussi l'Adigetto, un fossé qui longeait les murailles de la ville au sud et qui a été élargi à l'époque médiévale à des fins défensives. Il rejoignait l' Adige en aval de l'actuel pont Aleardi. En plus de ces principaux bras, l'Adige était doté de ses vò, plus de 70 connexions qui garantissaient l'apport en eau dans la zone habitée.

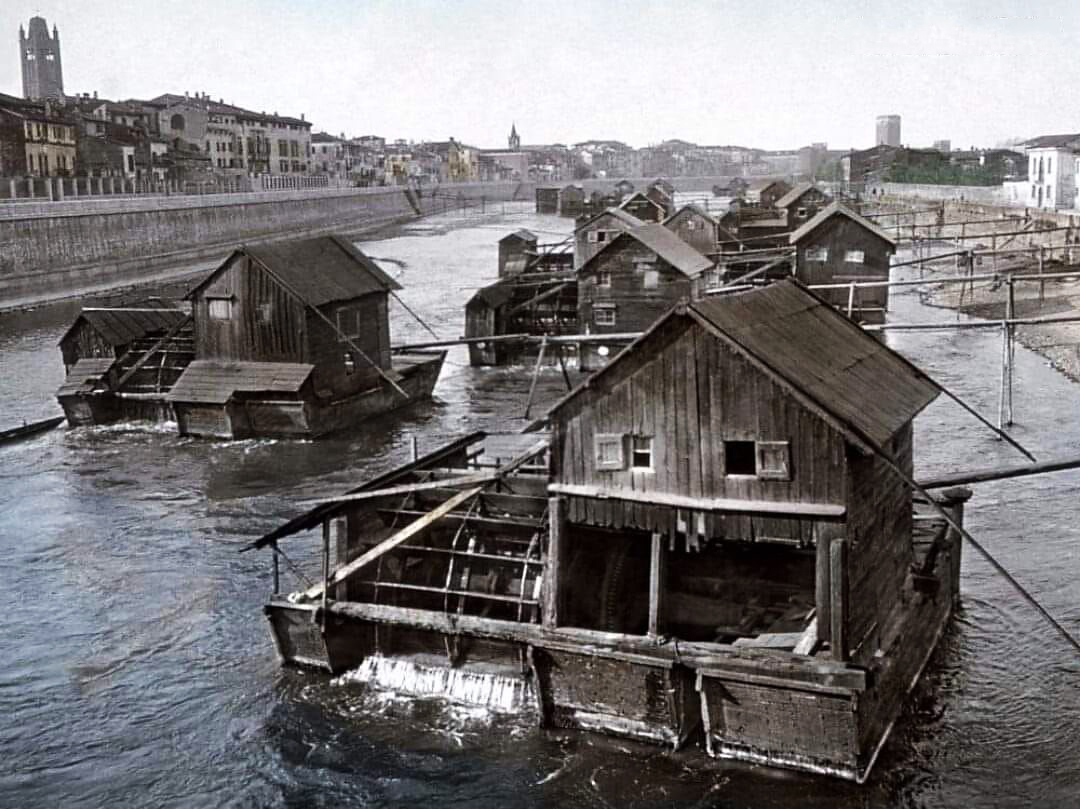
Les moulins sur l'Adige, photographiés en 1897 peu avant leur destruction.

Les moulins de l'Adige étaient caractéristiques de Vérone. Construits sur une plate-forme flottante ou pontone, ils pouvaient s'adapter aux différents niveaux d'eau du fleuve. Sur le pontone se trouvaient la roue et un cabanon en bois qui abritait la meule, tandis qu'un petit ponton appelé peagno les reliait à la berge. Attestés depuis le Moyen Âge, nombre d'entre eux étaient contrôlés par les différents monastères de la région qui, durant l'Antiquité, avaient le droit d'exploiter les eaux du fleuve. 
Des groupes de moulins étaient en particulier situés près de la basilique San Zeno, dans la partie du fleuve comprise entre la cathédrale et l'église San Giorgio in Braida, et près de via Sottoriva. Leur nombre augmenta au fil des siècles jusqu'à dépasser les 400 unités au cours du XIXe siècle, puis diminua sensiblement en raison de l'industrialisation croissante de Vérone, jusqu'à leur disparition totale au début du XXe siècle.
La crue du 16 septembre 1882, qui envahit une grande partie de la ville en détruisant des centaines de maisons, deux ponts et en faisant plusieurs victimes, obligea à modifier profondément la structure des cours d'eau. De nombreux ouvrages ont été construits entre 1885 et 1899, changeant pour toujours l'apparence de la ville. Le lit de l'Adige a été élargi et nettoyé, les murs ont été construits le long du passage du fleuve dans la ville, l'Adigetto et le canal de l'Acqua Morta ont été enterrés. Pour réduire le débit de la rivière le long de son parcours urbain, le canal industriel Camuzzoni a été construit, qui à partir de Chievo (où en 1923 a été construit un pont-digue) s'étend sur 7,5 km en direction sud-est jusqu'à ce qu'il retrouve l'Adige en aval de la ville.

### Climat

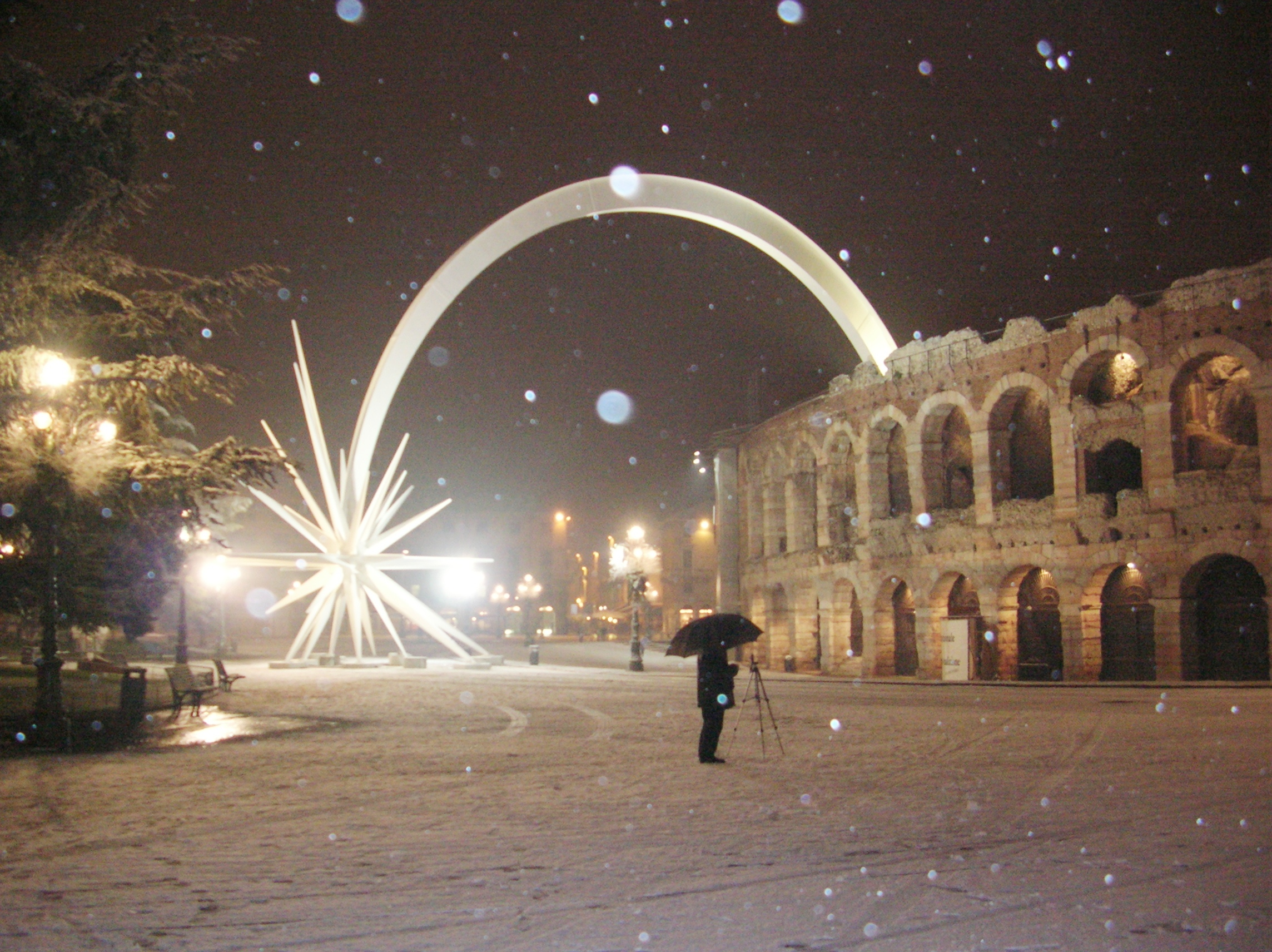
La Piazza Bra et les Arènes après une chute de neige en janvier 2006.

La Vénétie présente des caractéristiques climatiques particulières déterminées par sa situation à des latitudes moyennes, ce qui explique ses effets saisonniers spécifiques. La région est de plus située dans une zone de transition entre deux ensembles : d'une part l'Europe centrale, où prédomine l'influence des vents occidentaux et de l'océan Atlantique (ou parfois de vents euroasiatiques de nord-est plus froids et secs), et d'autre part l'Europe du Sud, où domine l'influence des anticyclones subtropicaux et de la mer Méditerranée. 
Il faut ajouter à ces influences de niveau macro-territorial d'autres facteurs importants qui influencent significativement le climat au niveau régional. Plusieurs sous-zones climatiques spécifiques peuvent ainsi être identifiées dans le cas spécifique du territoire véronais : celle de la plaine du Pô, délimitée au nord et au sud par des chaînes de montagnes et avec une ouverture principale vers l'est, celle du vaste massif montagneux à l'orographie complexe, et celle liée à la présence du lac de Garde à l'ouest.
La zone est caractérisée par un climat subtropical humide dans la plaine. Le territoire de Vérone est en effet soumis un certain degré de continentalité avec des hivers relativement rigoureux et des étés chauds, ainsi que des températures moyennes annuelles qui tournent autour de 13-14 °C. Dans des conditions météorologiques anticycloniques, la masse d'air au-dessus de la plaine manifeste des conditions de grande stabilité ou des inversions thermiques. 
Cela se traduit par des phénomènes saisonniers tels que les brumes, les brouillards, les gelées, l'accumulation de polluants près du sol mais aussi de fortes chaleurs selon les scénarios. L'apparition de ces phénomènes est renforcée par la présence d'importantes sources d'humidité, comme les zones irriguées et le lac de Garde, qui sont capables d'alimenter la masse d'air près du sol en vapeur d'eau. Enfin, au niveau microclimatique, l'occupation importante du territoire provoque la formation d'îlots de chaleur dans la ville et ses environs immédiats.
Les précipitations sont réparties assez uniformément tout au long de l'année. L'hiver est toutefois la saison la plus sèche en règle générale, tandis que les perturbations atlantiques et méditerranéennes prédominent dans les saisons intermédiaires. En été, les orages sont assez fréquents et souvent associés à de la grêle. En ce qui concerne la pluviométrie, la zone se caractérise par une tendance à la hausse allant du Sud vers le Nord. 
Le minimum pluviométrique est ainsi de l'ordre d'environ 700 mm dans les grandes vallées véronaises, de 800 mm sur le territoire communal situé entre plaine et vallées, de 900-1100 mm dans les collines de la Valpolicella, les contreforts des monts Lessini et la partie sud du massif du Monte Baldo. Les valeurs augmentent encore dans les secteurs les plus septentrionaux de la Lessinia et du Baldo, jusqu'à atteindre des valeurs supérieures à 1 500 mm dans le nord-est de la Lessinia et sur le groupe montagneux du Carega.
| Mois                              | jan. | fév. | mars | avril | mai  | juin | jui. | août | sep. | oct. | nov. | déc. | année |
| --------------------------------- | ---- | ---- | ---- | ----- | ---- | ---- | ---- | ---- | ---- | ---- | ---- | ---- | ----- |
| Température minimale moyenne (°C) | −0,5 | 0,3  | 4    | 7,8   | 12,7 | 17   | 18,9 | 18,9 | 14,3 | 9,7  | 4,9  | 0,2  | 9     |
| Température moyenne (°C)          | 3,3  | 5    | 9,3  | 13,3  | 18,4 | 22,6 | 24,7 | 24,6 | 19,7 | 14,2 | 8,7  | 3,9  | 14    |
| Température maximale moyenne (°C) | 7,1  | 9,7  | 14,5 | 18,8  | 23,9 | 28,1 | 30,4 | 30,3 | 25,1 | 18,8 | 12,4 | 7,6  | 18,9  |
| Précipitations (mm)               | 35,8 | 33,9 | 41,4 | 63,5  | 66,1 | 64,8 | 60,2 | 64,5 | 79,2 | 73,4 | 83   | 59,1 | 724,9 |

## Toponymie
L'origine du nom de Vérone est inconnue et diverses hypothèses ont été formulées au fil du temps. Certaines datent de l'époque médiévale, comme la légende recueillie par le chroniqueur Galvano Fiamma. Ce dernier rapporte que le chef gaulois Brennus, fondateur mythique de la ville, appela la ville nouvellement créée Vae Roma, c'est-à-dire « Malheur à toi Rome », à la suite d'une campagne militaire contre l'État romain. D'autres histoires relient plutôt le toponyme à un hypothétique empereur Verus Antonius Pius ou Marcus Antonius Verus (des noms qui s'inspirent peut-être de celui de Marc Aurèle), également considéré comme le fondateur de la ville et de ses principaux monuments. Autre hypothèse dépassée : le nom de Vérone pourrait provenir d'une famille étrusque dénommée Vera, d'après ce qu'en dit un texte ancien qui avait été en réalité falsifié à la fin du XVe siècle par Annius de Viterbe.
Les études linguistiques ont débouché sur des résultats contradictoires. Une hypothèse serait que ce toponyme puisse avoir une origine vénète, ce qui le lierait avec le suffixe de Glemona. Une autre pointe une origine celtique, puisque la même terminaison est présente dans plusieurs toponymes gaulois. Dans ce cas, on peut considérer que ce nom relève d'une famille de mots celtiques qui comprend l'ancien terme irlandais feronn, issu du mot originel werona qui désigne un territoire délimité, clôturé et défendu, ou qu'il dérive de la racine celtique wern ou bern qui désigne une rivière.
Le suffixe -ona a également conduit à étayer la thèse selon laquelle Vérone pourrait dériver de la langue étrusque, plusieurs toponymes se terminant de cette façon en Toscane, dont certains sont très similaires voire identiques. Il existe ainsi près de Lamporecchio un lieu-dit qui s'appelle Verona. On y trouve aussi des noms comme Verone, Verrone et Veròlla (anciennement Verunula). Dans ce cas, le sens pourrait être celui d'un perron (verone en italien) destiné à une terrasse ou un balcon, ce qui peut sembler correct (du moins sémantiquement parlant) si l'on considère que la colonie pré-romaine s'élevait au-dessus de la colline de San Pietro, sur une véritable terrasse naturelle qui dominait la plaine, sur laquelle la Vérone romaine a ensuite été fondée .

## Histoire

### Origine et Préhistoire
La ville est supposée être d'origine étrusque, mais les premières références datent du IVe siècle av. J.-C. Les Romains y trouvèrent des Cénomans, peuple issu d'une tribu gauloise. Peu après l'invasion des Cimbres (109 av. J.-C.) commença l'assimilation à la culture latine.

### Domination romaine
La ville adopta le droit romain en 89 av. J.-C., et devint une municipalité romaine en 49 av. J.-C. en faisant partie de la 10e région romaine. Située au carrefour de trois routes importantes (la via Postumia, la via Gallica et la via Claudia Augusta) et traversée par un grand fleuve, Vérone est l'objet de l'attention des empereurs romains et des souverains qui suivront.
Au IIIe siècle, Gallien fait bâtir une muraille pour protéger la ville des raids germaniques.

### Moyen Âge

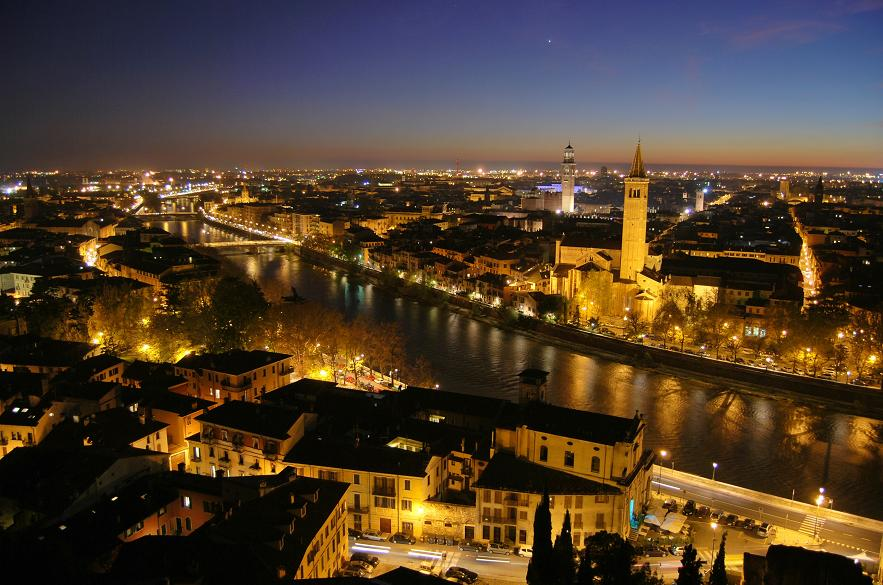
La ville au coucher du soleil.

En 476, le dernier empereur romain est déposé par les Hérules d'Odoacre. Vingt ans plus tard, il capitule lui-même devant le roi des Ostrogoths, Théodoric le Grand. La bataille de Vérone (489) voit la défaite d'Odoacre, poursuivi jusqu'à Ravenne, où il est tué par Théodoric en 493.
Théodoric fait de Vérone sa ville préférée et un centre militaire important : il y bâtit aussi un grand château. Après une reconquête par Justinien (553), les Lombards guidés par Alboïn occupent le nord de l'Italie (568). En 774, Charlemagne défait Didier de Lombardie. Plus tard, Pépin d'Italie, fils de Charlemagne, en fera sa demeure. Le Saint-Empire romain germanique la cédera enfin à son vassal, le duc de Bavière. La ville sera le centre d'une Marche de Vérone confiée à un margrave. Ce titre sera souvent attribué en union personnelle avec le duché de Carinthie.
La cité elle-même est administrée par des comtes à partir de Guglielmo en 806 jusque vers 1112 puis par des Podestats. Pendant la Diète d'Empire de 983, une donation d'Otton II du Saint-Empire l'alloue à Willigis, l'archevêque de Mayence, par la Donation de Vérone.
Les premiers statuts démocratiques (1136) qui font de la ville une commune la poussent à défier la domination allemande. La constitution de la Ligue véronaise, suivie plus tard par la Ligue lombarde, porte à la défaite de Frédéric Barberousse à Legnano (1166). L'expansion des communes se manifeste par un essor économique remarquable, qui entraîne une expansion territoriale correspondant à peu près aux régions italiennes actuelles : la naissance des premières seigneuries comporte pourtant la suppression des libertés républicaines. En 1232, Ezzelino da Romano annexe Vérone à la Marche Trévisane et porte encore une fois la ville du côté de l'Empire. L'alliance est célébrée par le mariage de Ezzelino avec Selvaggia, fille de Frédéric II de Hohenstaufen, dans la basilique San Zeno de Vérone.
Après la mort d'Ezzelino III da Romano en 1259 et la chute des Gibelins, la ville redevient république. Mastino Della Scala, dernier capitaine du peuple, assassiné en 1277, est suivi d'Alberto, son frère, qui fait de Vérone une principauté sous le contrôle de la famille des Scaligers. Il est suivi de ses fils, Bartolomeo, Alboino et Cangrande : ce petit État connaît alors sa plus grande splendeur avec Mastino II. Après un siècle, la seigneurie s'effondre sous son poids : dévastée par les luttes intestines, elles la précipitent dans les mains des Visconti (1387), suivis des ducs de Carrare au début du XIVe siècle.

### Époque moderne

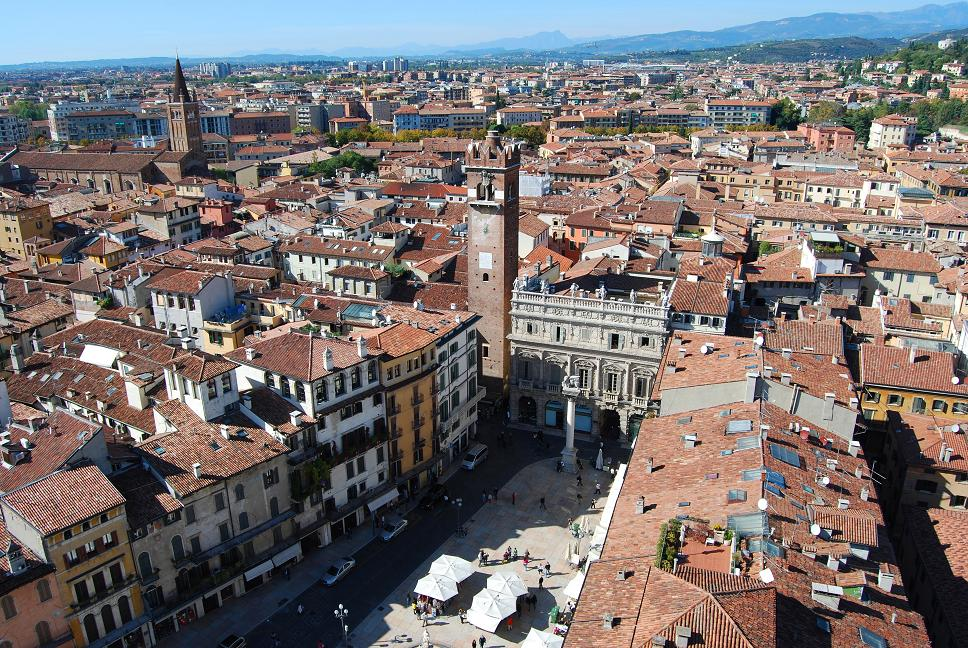
Vue générale de la ville de Vérone.

Le changement de garde de 1405 avec la dédition à Venise, assure, à l'exception de l'occupation impériale (1509-1517), une longue période de stabilité et de prospérité, marquée d'une floraison exceptionnelle des arts pendant la Renaissance. Presque quatre siècles plus tard, la décadence économique de la république de Venise la voit s'écrouler sous l'armée de Napoléon (1796) ; mais après une insurrection populaire, les Véronais le chassent (1797). 
C'est alors qu'il la cède aux Autrichiens (traité de Campoformio, 1797). La présence des Autrichiens est pourtant éphémère : Napoléon reprend Vérone en 1805, mais la défaite de l'armée française en Europe, quelques années plus tard, induit une redistribution des influences. Depuis le congrès de Vienne (1815) jusqu'en 1866, la ville de VERONA fait partie de la monarchie autrichienne (royaume de Lombardie-Vénétie), gouvernement de Vénétie, chef-lieu de la province de même-nom.
Un congrès européen a eu lieu dans cette ville en 1822. En 1833, Franz Scholl prend le poste du directeur du génie de Vérone. Avec la domination autrichienne, Vérone renforce son rôle militaire. Il faut attendre 1866, à cinq ans de l'unification nationale italienne, pour que Vérone soit libérée (IIIe guerre d'indépendance). Suivant un plébiscite, le roi de Sardaigne l'annexe au royaume d'Italie.

### Époque contemporaine

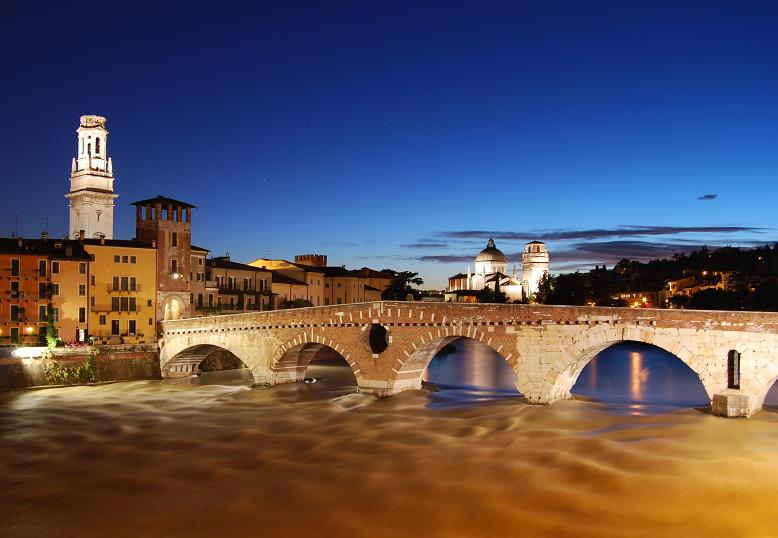
Pont de pierre.

Le XXe siècle voit un grand renouveau urbain et industriel : les vieux moulins à eau de l'Adige, qui avaient survécu intacts depuis le Moyen Âge disparaissent, remplacés par des bâtiments industriels. La Grande Guerre gâte cette prospérité : de nombreux Véronais sont envoyés au front, les premières bombes aériennes explosent en la piazza delle Erbe. On compte déjà plusieurs morts, mais l'année 1918 apporte la chute de l'Empire autrichien.
La répartition de ses territoires vaudra à l'Italie l'annexion du Trentin-Haut-Adige et du Frioul. La Seconde Guerre mondiale impose à la ville un tribut encore plus lourd : destruction de la plupart des églises, destruction de 25 % des habitations. Après l'arrestation de Mussolini (25 juillet 1943) et l'armistice du général Badoglio avec les Anglo-Américains, l'Italie est divisée en deux. Peu après, les fascistes libèrent Mussolini et le portent au Nord où ils fondent la république de Salò, en opposition au royaume d'Italie (Sud).
Vérone devient son centre stratégique : le procès de Vérone contre le beau-fils de Mussolini et ses officiers les plus fidèles, accusés de conspiration, se termine avec leur fusillade sur l'Adige. L'ancienne forteresse autrichienne de San Lorenzo est destinée à la persécution des anti-fascistes et des Juifs. Enfin, pressés par les Alliés qui viennent d'entrer à Milan après l'exécution de Mussolini par les partisans, les Allemands en retraite détruisent les ponts : le pont gothique de Castelvecchio et le Ponte Pietra, chef-d'œuvre romain qui était demeuré intact pendant 2 000 ans, s'écroulent dans le fleuve. Le 26 avril 1945, les Alliés,en l'occurrence la 88e division du 2e corps US de la Ve Armée US et les partisans entrent à Vérone : c'est la libération et la fin de la guerre.
La reconstruction du patrimoine artistique est massive, mais la prospérité de l'après-guerre permet la création d'un énorme quartier industriel. La nouvelle zone de Vérone-Sud s'accroît lors d'une foire agricole (1948), que le président Luigi Einaudi inaugure avec la Station Centrale de Porta Nuova en 1949, et du marché des fruits et des légumes (Mercato Ortofrutticolo, 1952). En 1959, on assiste à l'inauguration de l'Université (Faculté d'Économie). L'effort de pacification porte à la reconversion de la vieille prison de San Lorenzo dans une église vouée à la Vierge (Santuario della Madonna di Lourdes).

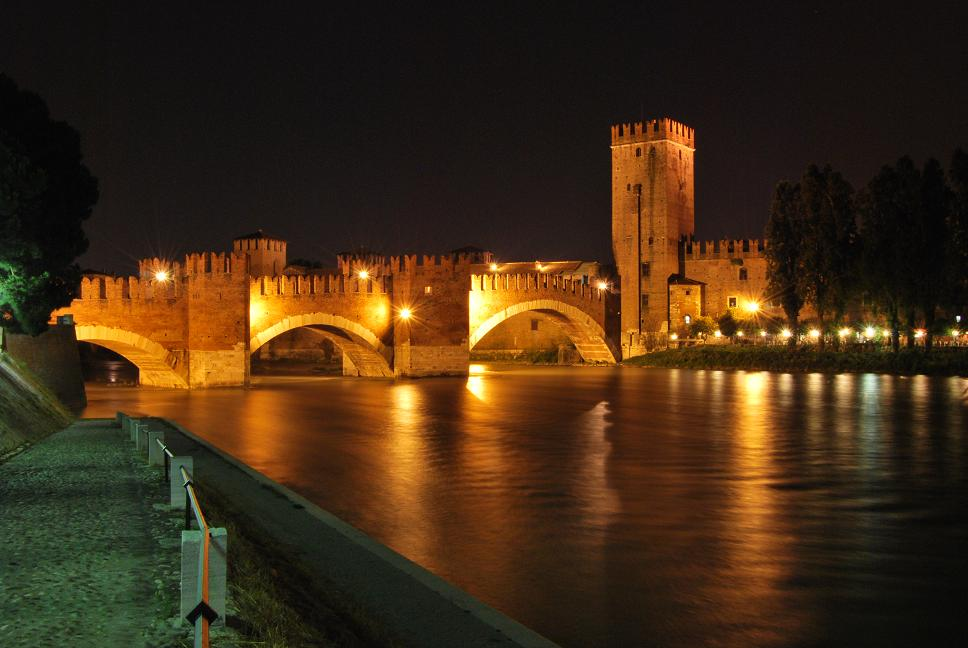
Pont du Castelvecchio.

Carlo Scarpa est chargé de la restauration de Castelvecchio, transformé alors en musée (1957-1964). En 1969 se termine la construction de la ligne ferroviaire Vérone-Mantoue, de l'autoroute du Brenner, axe qui connecte la ville avec l'Autriche, la tranche du réseau routier qui relie l'Italie à l'Europe centrale. Opération très importante, celle-là, dont bénéficient aussi les touristes nord-européens qui investissent surtout dans le lac de Garde et le Ente Lirico Veronese (Opéra). Suivant l'expansion de l'industrie, les dernières années du siècle voient l'essor du pôle pharmaceutique, lié au bâtiment de la nouvelle faculté de médecine et du complexe hospitalier de Borgo Roma (Vérone-Sud).

## Jardins
Le « Giardino Giusti » se trouve à près de 700 mètres du théâtre romain. Réalisé en 1580 à l'initiative d'Agostino Giusti, chevalier de la république de Venise, ce grand jardin conserve encore son aspect originel. La partie inférieure est aménagée à l'italienne, avec des allées, des fontaines, des statues et un labyrinthe. 
Dans la partie supérieure, un masque grimaçant d'où s'échappait autrefois une langue de feu, marque l'entrée du jardin baroque. Au bout de la célèbre allée de cyprès qui traverse le jardin, un escalier secret creusé dans la roche mène à un belvédère d'où l'on a une vue magnifique sur le jardin et, au-delà, sur la ville tout entière.

## Monuments et patrimoine
- Architecture civile

  - 1Arènes de Vérone
  - 2Castelvecchio
  - 3Pont Scaliger
  - 4Pont de pierre
  - 5Castel San Pietro
  - 6Théâtre romain
  - 7Maison de Juliette
  - 8Tombeaux des Scaligeri
- Architecture religieuse

  - 1Cathédrale
  - 2Église Sant'Anastasia
  - 3Basilique San Zeno
  - 4Église Sant'Eufemia
- Espace public

  - 1Piazza Bra
  - 2Piazza delle Erbe
  - 3Piazza dei Signori

Vérone possède la plus riche collection de vestiges romains de toute l'Italie du Nord. Elle est notamment réputée pour son amphithéâtre, appelé Arena (voir Arènes de Vérone), dont la forme et l'usage rappellent le Colisée de Rome. Son pont de pierre a survécu intact jusqu'au second conflit mondial (il a été complètement reconstruit à partir des pierres tombées dans le fleuve). L’Arena est actuellement un important théâtre lyrique. Le bâtiment fut construit vers le milieu du Ier siècle sur un site qui, à l'époque, était situé en dehors des murs de la ville.
Au IIIe siècle, alors que les invasions barbares menaçaient de détruire la ville, l'empereur Gallien fit bâtir en hâte une seconde enceinte d'une grande épaisseur. On utilisa à cet effet les matériaux les plus hétérogènes : briques, gros et petits cailloux de fleuve, pièces de marbre provenant d'autres bâtiments ou de lapides. Un seul élément de ce mur subsiste encore aujourd'hui. Il se trouve derrière les arènes en venant de la Piazza delle Erbe.
Les jeux (ludi en latin) y étaient si renommés que les spectateurs venaient parfois de très loin pour les voir. L'amphithéâtre pouvait contenir plus de 30 000 personnes et l'attraction la plus recherchée était les combats de gladiateurs. La façade était originellement en calcaire blanc et rose de Valpolicella, mais durant le Moyen Âge, l'Arena servit comme carrière pour construire d'autres bâtiments. L'exploitation dura jusqu'au début du XXe siècle. De ce fait, la plus grande partie du mur extérieur a disparu mais les ailes, qui ont subsisté, donnent une juste idée de l'architecture et des dimensions de l'édifice.
Les premières interventions pour retrouver sa fonction théâtrale commencèrent à la Renaissance. Le premier opéra fut donné en 1913, pour le centenaire de la naissance de Giuseppe Verdi. Aïda fut présentée dans les arènes de Vérone, qui devinrent alors un théâtre lyrique.
D'autres monuments romains sont présents dans la ville, comme le théâtre construit au Ier siècle av. J.-C. et restauré au XVIIIe siècle grâce à Andrea Monga, un riche habitant de Vérone qui racheta toutes les maisons construites sur le théâtre et les fit démolir, ce qui sauva le monument.
L'arche de Gavi (arco de Gavi), dédiée à l'importante famille romaine des Gavii, fut construite au Ier siècle et est connue pour porter le nom de l'architecte Lucius Vitruvius Cordone gravé dessus ; quelque chose de très rare pour l'architecture de l'époque. Elle fut démolie par les troupes françaises en 1805 et fut reconstruite en 1932.
La cathédrale Santa Maria Matricolare (Cattedrale Santa Maria Matricolare), de style roman, est construite au XIIe siècle après le séisme de 1117 ; parmi les autres édifices religieux catholiques, figurent la basilique San Zeno (agrandissement d'une église de 963) et la basilique sainte Anastasie (édifiée à partir de 1290) aux fresques remarquables, ainsi que l'église de St Pierre de Vérone. La synagogue, située non loin de la Piazza delle Erbe, dans la zone où se trouvait l'ancien ghetto juif de Vérone, a été construite à partir de 1864 et inaugurée en 1929.
Vérone fut complètement inondée en 1239 et fut rapidement reconstruite.
Le Castelvecchio fut construit au Moyen Âge entre 1354 et 1356 par Cangrande II della Scala, d'après le projet des Scaligeri. L'objectif était de défendre la ville des invasions de l'extérieur et des révoltes du peuple. À partir de 1404, date à laquelle Vérone est rattaché à la république de Venise, le château est exclusivement utilisé comme dépôt militaire. Au XVIIIe siècle, il accueillit l'Académie militaire. En 1797, il fut le théâtre d'affrontements au moment des Pâques véronaises. C'est au cours du XXe siècle que le Castelvecchio connut un profond changement. En 1925, le château devint un musée. À la fin des années 1950, le musée fut rénové par l'architecte Carlo Scarpa (1906-1978). Le musée de Castelvecchio est un chef-d’œuvre de la muséographie italienne d'après-guerre.

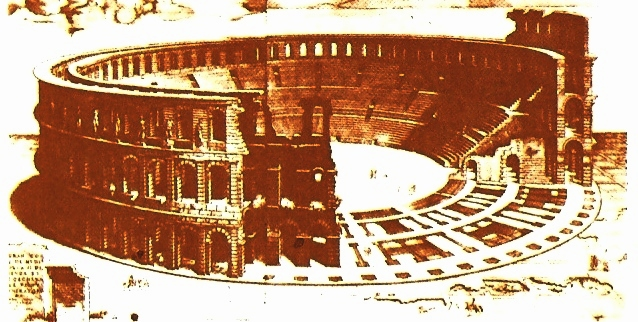
Les Arènes de Vérone dans une gravure d'Enea Vico.
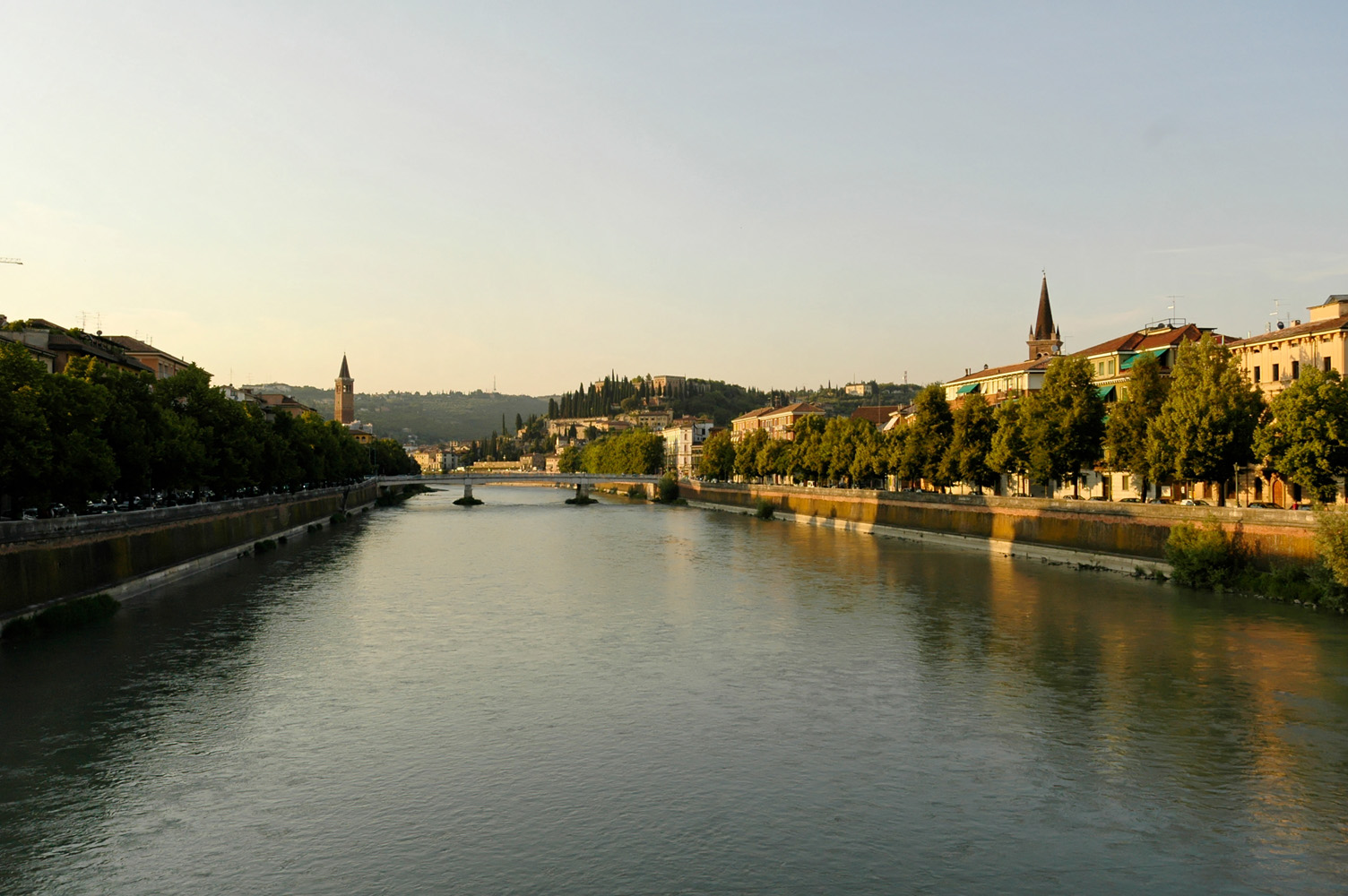
L'Adige.
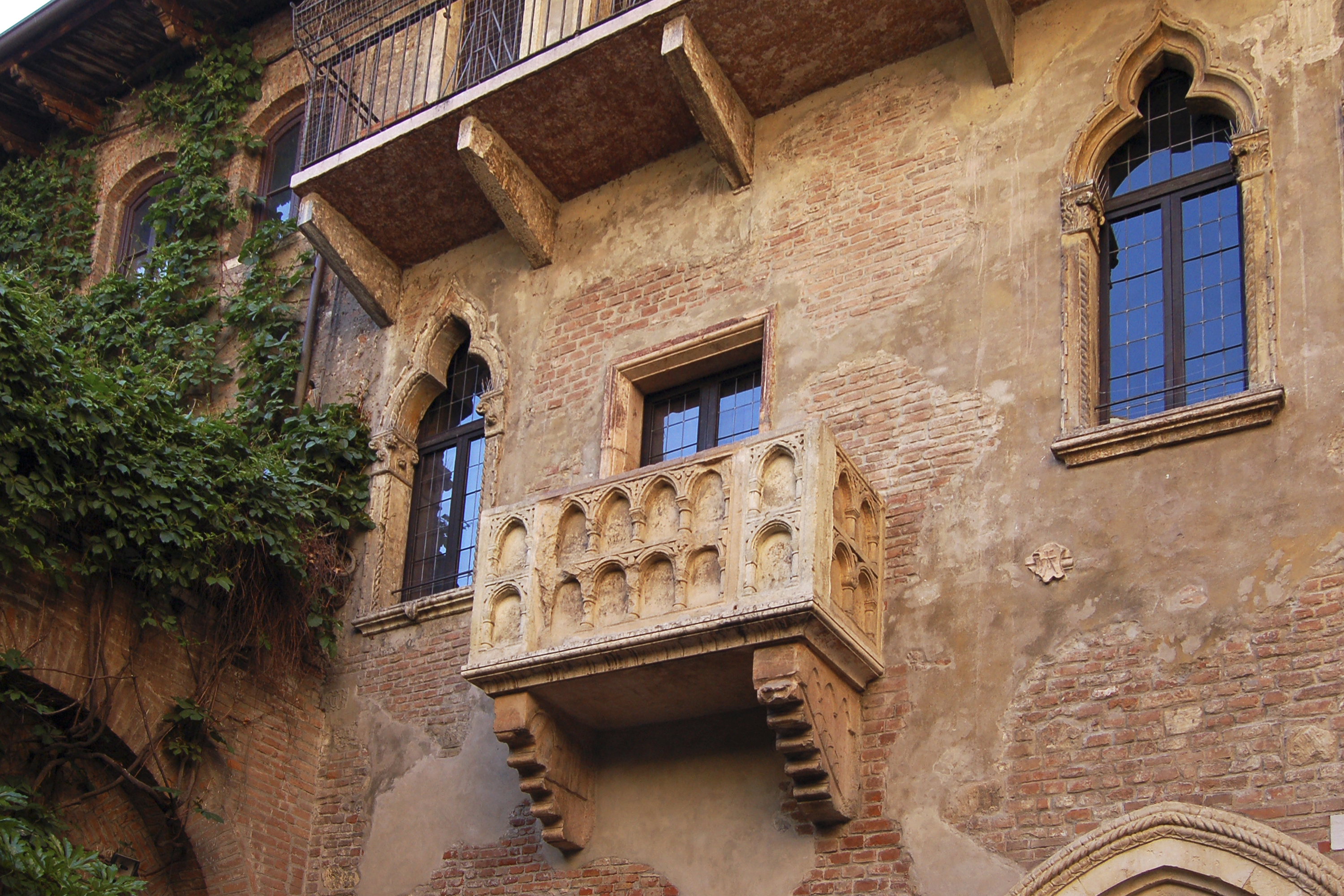
Balcon de la maison de Juliette à Vérone, de la tragédie Roméo et Juliette.
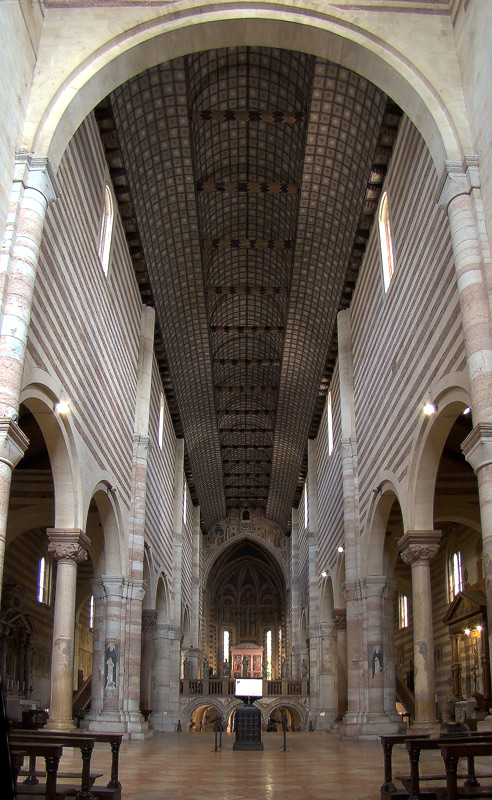
Basilique San Zeno.
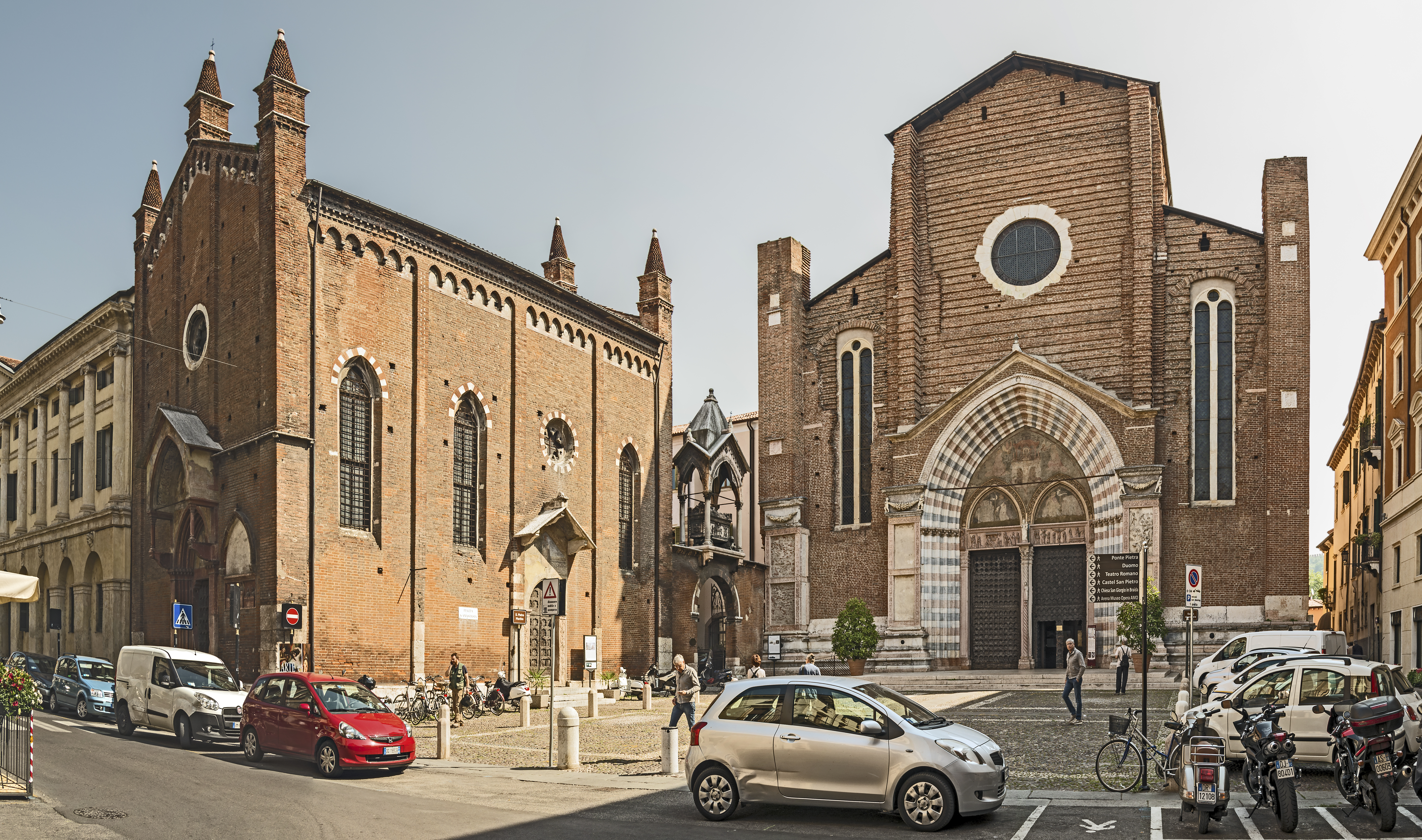
Église de St Pierre Martyr, tombeau de Guglielmo da Castelbarco, basilique Sant'Anastasia.
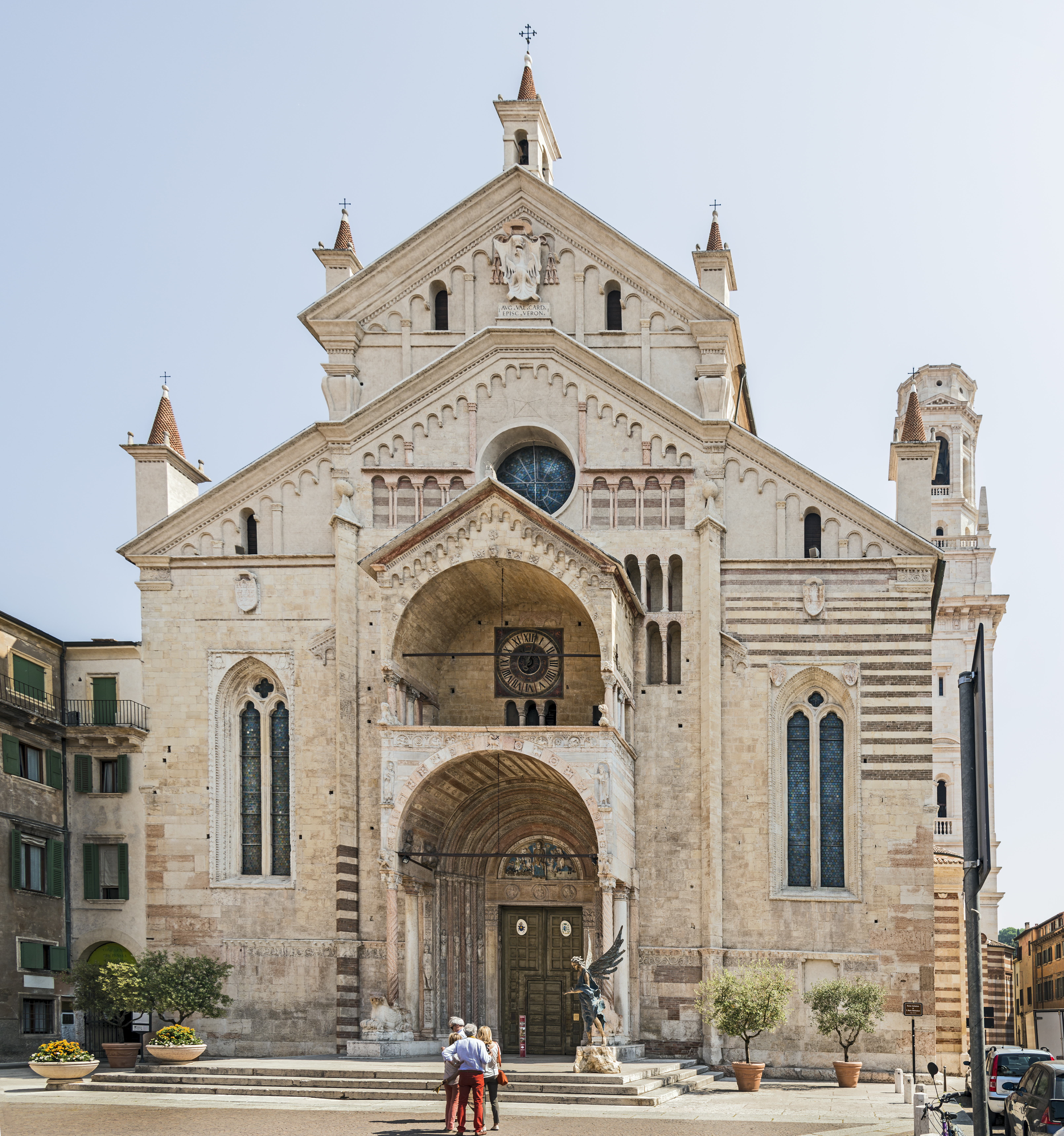
La cathédrale.
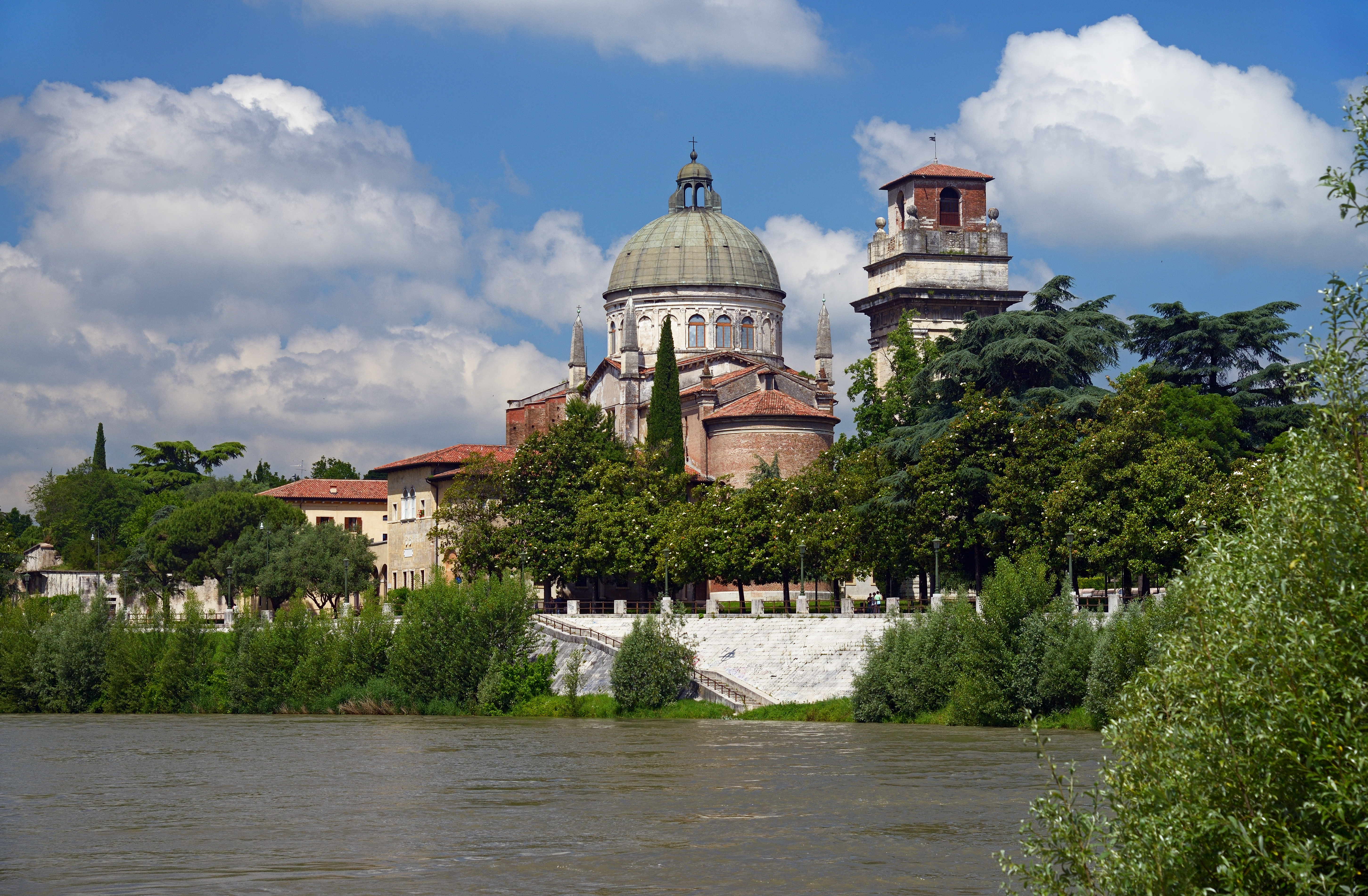
Campanile San Giorgio in Braida.
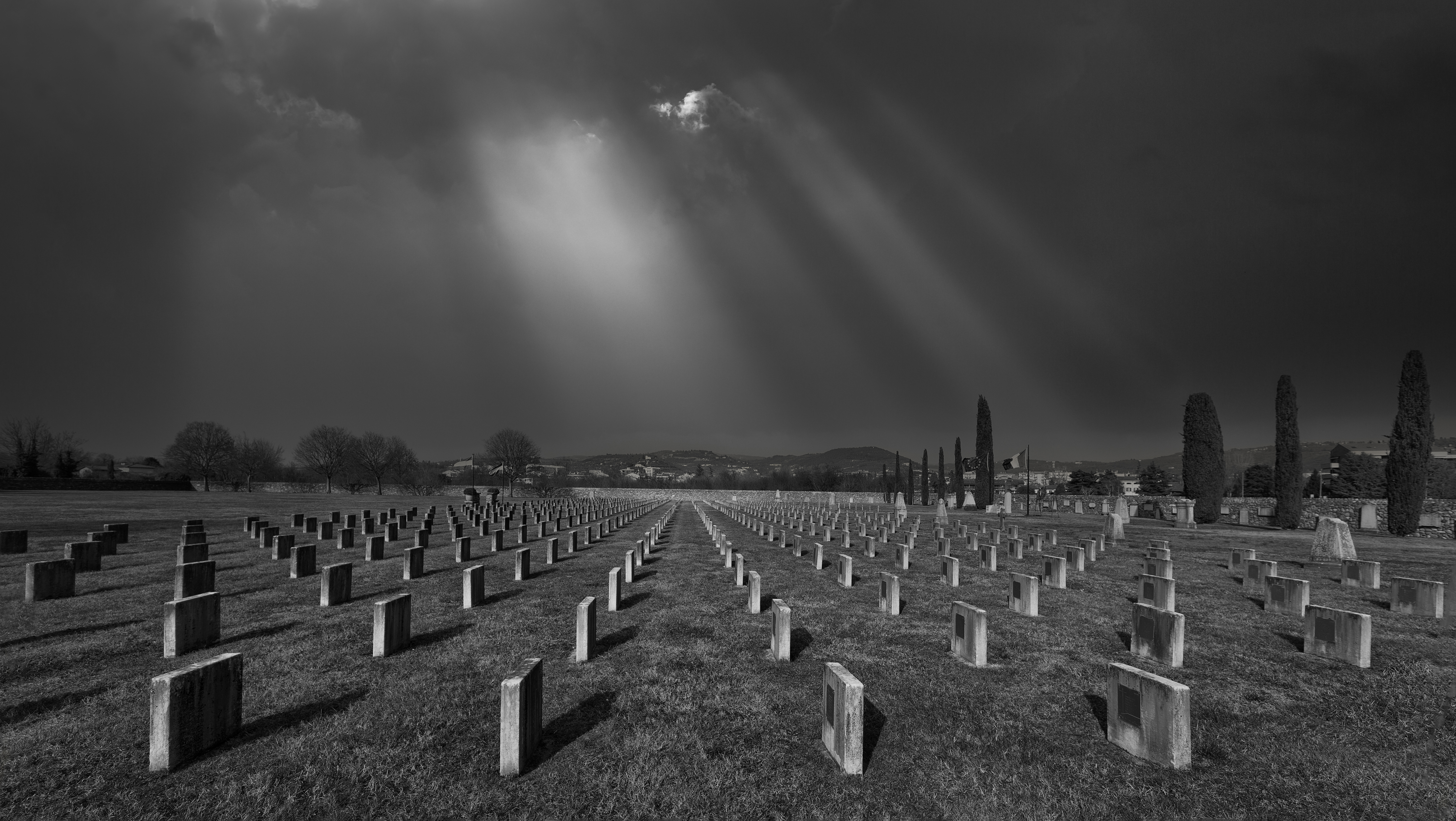
Cimitero austro-ungarico di Verona (it). Février 2022

## Culture

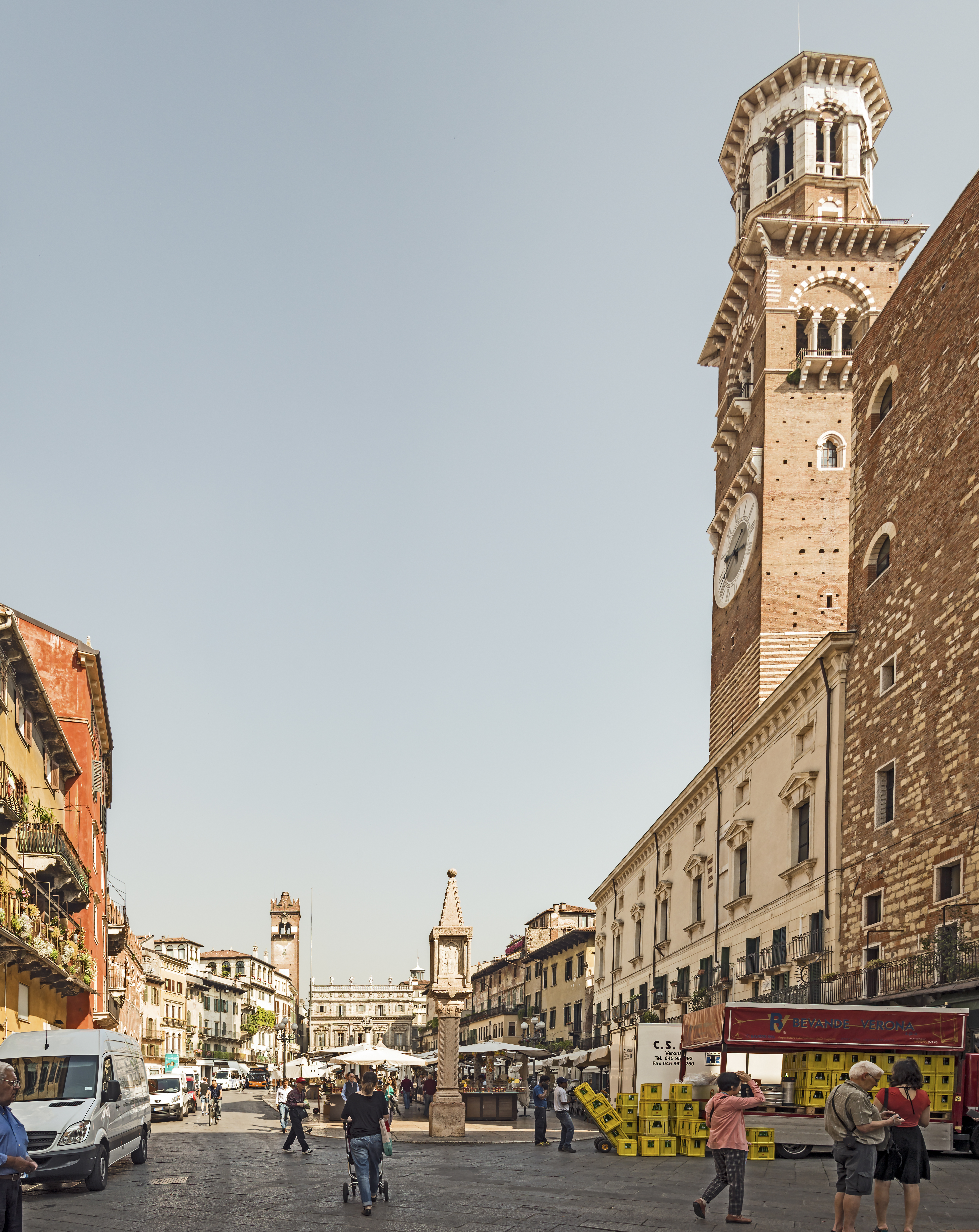
Piazza delle Erbe.

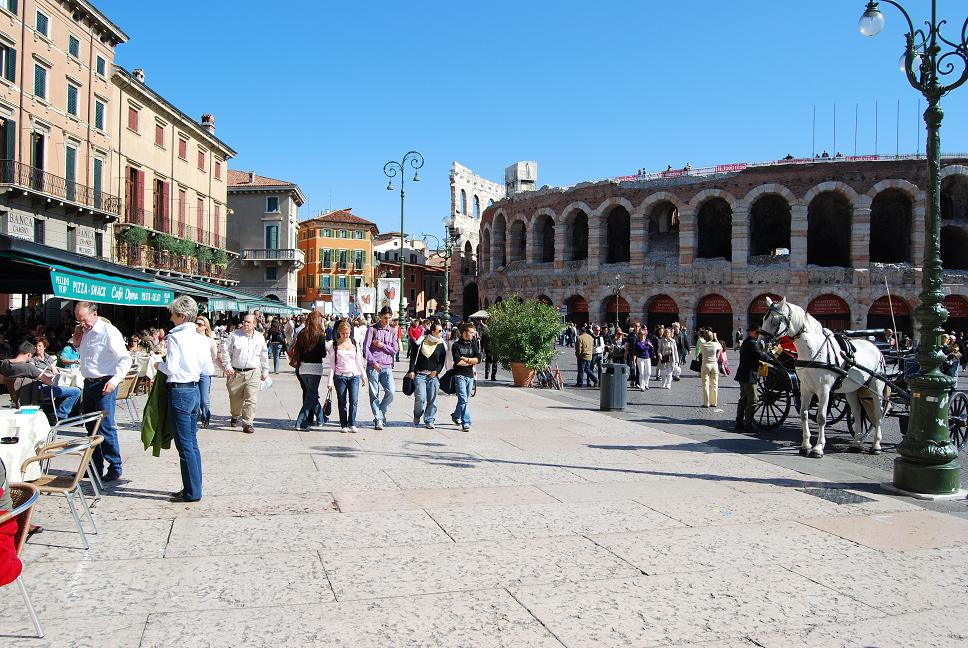
Piazza Bra et les Arènes.

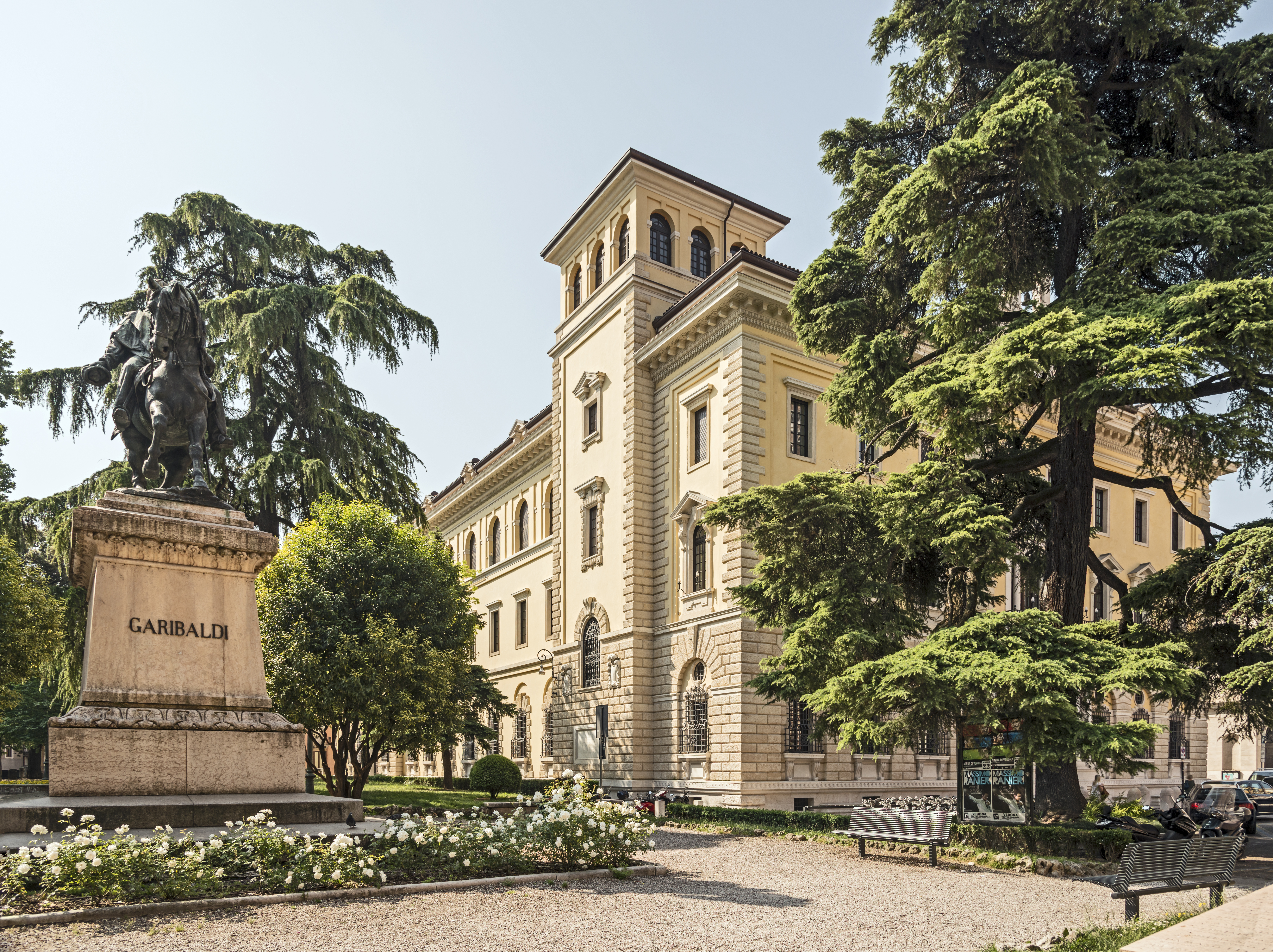
Piazza Indipendenza et la poste.

Vérone est aussi la ville où Luigi da Porto, dans son Istoria novellamente ritrovata di due Nobili Amanti (Histoire nouvellement retrouvée de deux nobles amants), situa l'histoire fictive de Roméo et Juliette.
Masuccio Salernitano, dans Il Novelino (1476), n'avait pas spécifié Vérone comme le lieu de cette histoire.
La version de Da Porto fut reprise en 1554 par Mathieu Bandello dans sa Novelle, puis fut versifiée par Arthur Brooke dont le poème narratif Tragicall Historye of Romeus and Juliet, écrit en 1562, fut la source utilisée par William Shakespeare pour sa pièce Roméo et Juliette.
L'histoire raconte l'amour tragique d'un jeune homme et d'une jeune fille appartenant à deux familles rivales, les Capuleti (Capulet) et les Montecchi (Montaigu), dans la Vérone des XIIIe et XIVe siècles.
Un balcon reconstitué de la maison de Juliette à Vérone (Casa di Giulietta), est devenu à Vérone une importante attraction touristique pour les amoureux du monde entier. Le balcon s'ouvre sur une petite cour à laquelle on accède par la via Cappello : au fond de la cour se trouve une statue en bronze de Juliette du sculpteur Nereo Costantini, vénérée par certains comme une icône, car selon une amusante tradition populaire, toucher la poitrine de cette statue porterait bonheur à l'amoureux en quête d'une épouse.
Vérone est le lieu où naquirent Catulle et Vitruve et la ville que choisissait Jules César pour ses séjours de détente. Certains l'identifient aux restes de la ville romaine de Sirmione (sud du lac de Garde).
Vérone a été le centre du développement, entre le Moyen Âge et la fin du XVIIIe siècle, de l'école véronaise de peinture.
Tout au long de son histoire, Vérone fut le siège de nombreux événements importants pour l'histoire de l'Europe et le lieu de passage de nombreux personnages célèbres comme Théodoric le Grand, le roi des Ostrogoths, Alboïn, le roi des Lombards, Charlemagne, Pépin d'Italie, Dante ou encore Napoléon, qui y résida plusieurs fois entre 1797 et 1805 et fit de Castelvecchio, l'ancien château des Scaligers, son quartier général pour ses séjours.
D'autre part, ce grand bâtiment de briques rouges permit de contrôler le trafic fluvial (pont gothique de Castelvecchio, 1376, auquel on accède par la porte centrale) d'un côté, et le trafic routier de l'autre (entrée principale sur Corso Cavour). En 1932, l'arche fut rassemblée côté droit de Castelvecchio : c'est là que l'on peut l'admirer dans toute sa splendeur, quoique l'opération ait comporté la perte de nombre de pierres originales.
Le château, qui abrite, côté fleuve, l'association des officiers de Vérone, conserve une précieuse collection d'œuvres d'art, d'armes anciennes et de témoignages importants de ses premières populations : parmi eux, des outils lombards, la statue équestre emportée du tombeau de Cangrande della Scala, des tableaux importants de Pisanello, Véronèse, Tiepolo. Partant d'une collection provenant des réquisitions de Napoléon (1812), le musée a été agrandi et complété récemment grâce au travail de Carlo Scarpa.
Des conclaves et des congrès importants y furent tenus.
Vérone est présente dans les carnets de voyage de Goethe, Stendhal et Paul Valéry.
Le musée d'histoire naturelle de Vérone contient une des plus grandes collections de fossiles et de vestiges archéologiques d'Europe.
En 2013, les Arènes de Vérone célèbrent le centenaire de leur utilisation comme théâtre lyrique. Pour l'occasion, une nouvelle mise en scène de Aida de Verdi est présentée.
Vérone est inscrite au patrimoine culturel mondial de l'UNESCO pour sa structure urbaine et son architecture, son développement ininterrompu sur deux mille ans et comme exemple exceptionnel de ville fortifiée lors de plusieurs étapes déterminantes de l'histoire européenne.

## Églises
- Cattedrale di Santa Maria Matricolare
- Basilica di San Zeno Maggiore
- Basilica di Santa Teresa del Bambino Gesù
- Basiica di Santa Maria della Pace
- Chiesa di San Fermo Maggiore
- Chiesa di San Massimo
- Chiesa di San Luca Evangelista
- Chiesa dei Santi Fermo e Rustico dei Filippini
- Chiesa della Santissima Trinità in Monte Oliveto
- Chiesa dei Salesiani
- Chiesa di Santa Maria in Paradiso
- Chiesa di San Bernardino da Siena
- Chiesa di San Giorgio in Braida
- Chiesa di San Tomaso Cantuariense
- Chiesa di Sant' Anastasia
- Chiesa di Sant' Elena
- Chiesa di Santa Maria della Scala
- Chiesa di San Giovanni in Fonte
- Chiesa di San Giovanni in Valle
- Chiesa dei Santi Angeli custodi
- Chiesa dei Santi Apostoli
- Chiesa del Cuore Immacolato di Maria
- Chiesa del Sacro Cuore di Gesù
- Chiesa della Beata Vergine Maria
- Chiesa della Maternità di Maria
- Chiesa di San Giacomo Maggiore
- Chiesa di San Lorenzo
- Chiesa di San Nicolo all' Arena
- Chiesa di Sant'Eufemia
- Chiesa di San Zeno in Monte
- Chiesa di San Antonio abate
- Chiesa di Santa Lucia Extra
- Chiesa di Santa Maria Assunta Golosine
- Chiesa di Santa Teresa degli Scalzi
- Chiesa di Santa Maria in Organo

## Sports
- Il y a trois clubs de football : le Hellas Verona Football Club et l'Associazione Calcio ChievoVerona, qui disputent le célèbre Derby de Vérone, mais aussi le Virtus Vérone qui évolue en Série D.
- Vérone a accueilli les Championnats du monde de cyclisme sur route en 1999 et 2004.
- Le club de rugby à XV est le Verona rugby.
- verona volley

## Événements
- Le festival de Vérone a lieu chaque été.

## Administration
| Période                                  | Période      | Identité                | Étiquette                   | Qualité                   |
| ---------------------------------------- | ------------ | ----------------------- | --------------------------- | ------------------------- |
| 1994                                     | 2002         | Michela Sironi Mariotti | Forza Italia                |                           |
| 12 juin 2002                             | 29 mai 2007  | Paolo Zanotto           | La Marguerite               |                           |
| 29 mai 2007                              | 25 juin 2017 | Flavio Tosi             | Ligue du Nord               |                           |
| 25 juin 2017                             | 29 juin 2022 | Federico Sboarina       | Indépendant (centre droit)  |                           |
| 29 juin 2022                             |              | Damiano Tommasi         | Indépendant (centre gauche) | ancien joueur de football |
| Les données manquantes sont à compléter. |              |                         |                             |                           |

- Voir aussi l'article Liste des maires de Vérone.

### Hameaux
Avesa, San Michele Extra, San Massimo all'Adige, Veronetta, Quinzano, Quinto di Valpantena, Poiano di Valpantena, Parona di Valpolicella, Montorio Veronese, Mizzole, Marchesino, Chievo, Cà di David, Avesa, Boscomantico, Borgo Trento, Borgo Roma, Borgo Milano, Borgo San Pancrazio, Borgo Venezia, Santa Lucia, et Moruri.

### Communes limitrophes
Bussolengo, Buttapietra, Castel d'Azzano, Grezzana, Mezzane di Sotto, Negrar, Pescantina, Roverè Veronese, San Giovanni Lupatoto, San Martino Buon Albergo, San Mauro di Saline, San Pietro in Cariano, Sommacampagna, Sona, Tregnago, Villafranca di Verona.

### Évolution démographique

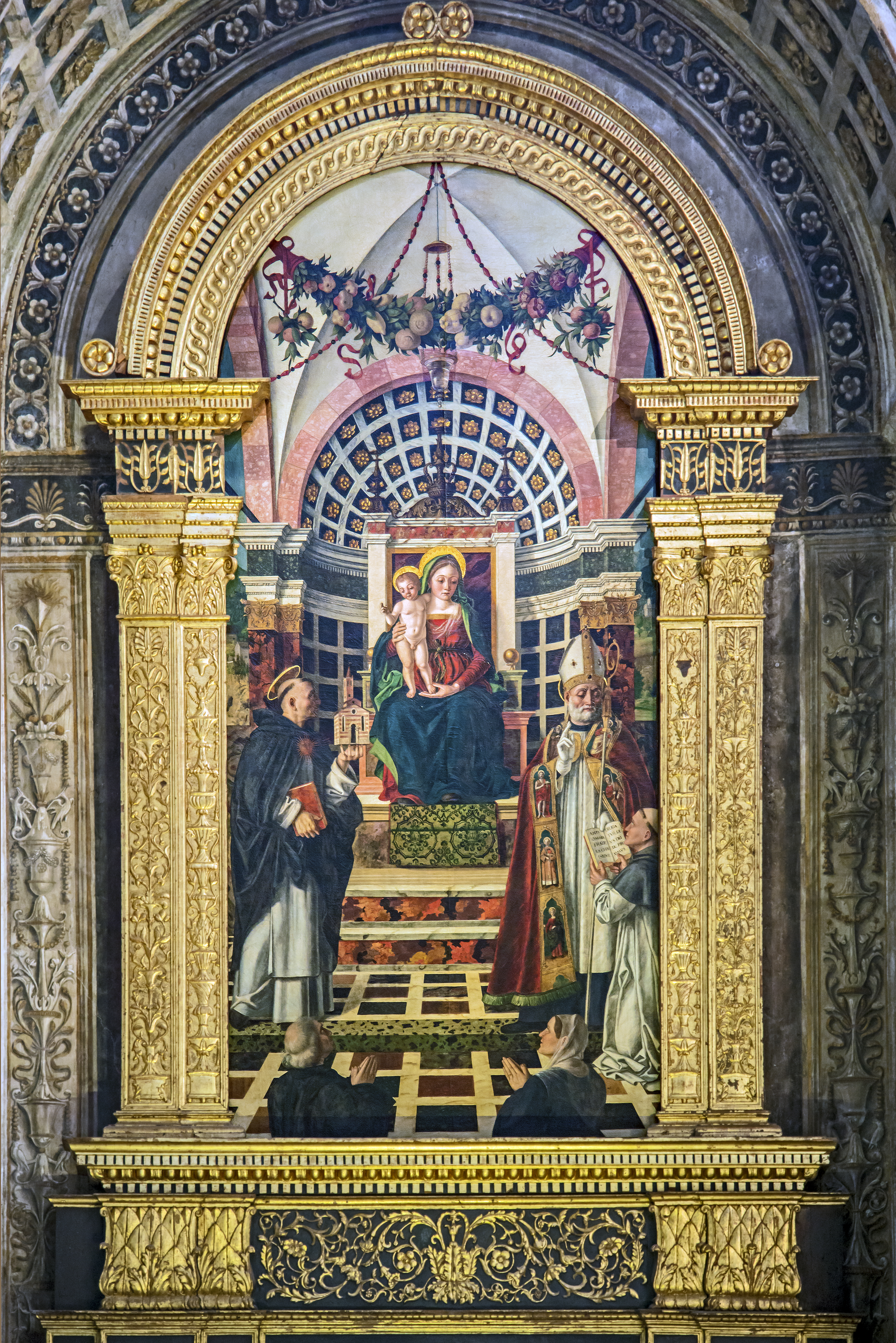
Girolamo dai Libri, Vierge en majesté entre Saint Thomas d'Aquin et saint Augustin, Basilique Sant'Anastasia.

Habitants recensés

## Personnalités nées à Vérone
- Honorius II (Pierre Cadalus) (v. 1009-1072), homme d"Église, qui fut évêque de Parme, puis antipape de 1061 à 1072.
- saint Pierre de Vérone (1205-1252), prédicateur dominicain, inquisiteur et martyr.
- Giovanni Giocondo (1433-1515), architecte, antiquaire, archéologue et érudit humaniste.
- Paolo Emilio (1455-1529), humaniste, orateur et historiographe.
- Francesco Bonsignori (v. 1460-1519), peintre de l'école véronaise.
- Giovanni Maria Falconetto (v. 1468-1535), peintre de l'école véronaise et architecte italien de la Renaissance.
- Girolamo dai Libri (v. 1474-1555), peintre et enlumineur italien de la Renaissance véronaise.
- Girolamo Fracastoro (1478-1553), médecin ayant travaillé sur les maladies infectieuses, dont la syphilis.
- Zenone Veronese (Vérone, 1484 - Salò, après 1552/1554), peintre italien de la Renaissance.
- Cristoforo Sorte (1510 - 1595), cartographe et ingénieur.
- Paolo Farinati (1524-1606), architecte, graveur et peintre.
- Paolo Caliari dit Véronèse (1528-1588), peintre du mouvement maniériste.
- Enrico Noris (1631-1704), cardinal italien.
- Giovanni Bonifacio Bagatta (1649-1702), théologien.
- Pietro Cossali (1748-1815), mathématicien.
- Luigi Fortis (1748-1829), prêtre jésuite, qui fut élu Supérieur général de la Compagnie de Jésus.
- sainte Madeleine de Canossa (1774-1835), religieuse catholique canonisée par l'Eglise, fondatrice des Filles de la charité canossiennes.
- saint Gaspard Bertoni (1777-1853), prêtre catholique canonisé par le pape Jean-Paul II.
- Sœur Vincente Marie Poloni (1802-1855), religieuse béatifiée, cofondatrice des Sœurs de la Miséricorde de Vérone.
- Nicola Mazza (1790-1865), religieux reconnu vénérable.
- Luigi di Canossa (1809-1900), évêque de Vérone, cardinal.
- Zéphyrin Agostini (1813-1896), prêtre catholique béatifié.
- Cesare Lombroso (1835-1909), professeur de médecine légale, fondateur de l'École italienne de criminologie, théoricien racialiste.
- Franco Faccio (1840-1891), compositeur et chef d'orchestre.
- Emilio Pizzi (1861-1940), compositeur d'opéras.
- Emilio Salgari (1862-1911), écrivain, auteur de romans et nouvelles d'aventures.
- Renato Simoni (1875-1952), écrivain, journaliste, poète, scénariste, réalisateur, critique dramatique, critique de cinéma.
- Achille Italo Forti (1878-1937), botaniste et mécène.
- Romano Guardini (1885-1968), théologien catholique et philosophe de la religion.
- Edoardo Agnelli (1892-1935), homme d'affaires et industriel, fils du fondateur de Fiat, Giovanni Agnelli, mort dans un accident d'hydravion.
- Lodovico Benvenuti (1899-1966), homme politique, député, secrétaire général du Conseil de l'Europe.
- Walter Chiari (1924-1991), acteur de cinéma et homme de télévision.
- Elisabetta Di Prisco (1950-), femme politique, députée.
- Carlo Rovelli (1956), physicien spécialisé en gravité quantique, professeur à l'université de la Méditerranée à Marseille.
- Laura Braga (1982-), autrice de bande dessinée et illustratrice.

## Personnalités mortes à Vérone
- Lucius III (1097-1185), pape de l'Église catholique

## Jumelages
- Munich (Allemagne)
- Nîmes (France)
- Saint-Josse-ten-Noode (Belgique)
- Salzbourg (Autriche)
- Pula (Croatie)
- Albany (États-Unis)
- Nagahama (Japon)
- Johannesbourg (Afrique du Sud)

## Pactes d'amitié
- Košice (Slovaquie)
- Corfu (Grèce)
- Bethléem (Palestine)
- Raanana (Israël)
- Fresno (États-Unis)
- Korça (Albanie)
- Detmold (Allemagne)
- Hangzhou (Chine)